# Morandé con compañía

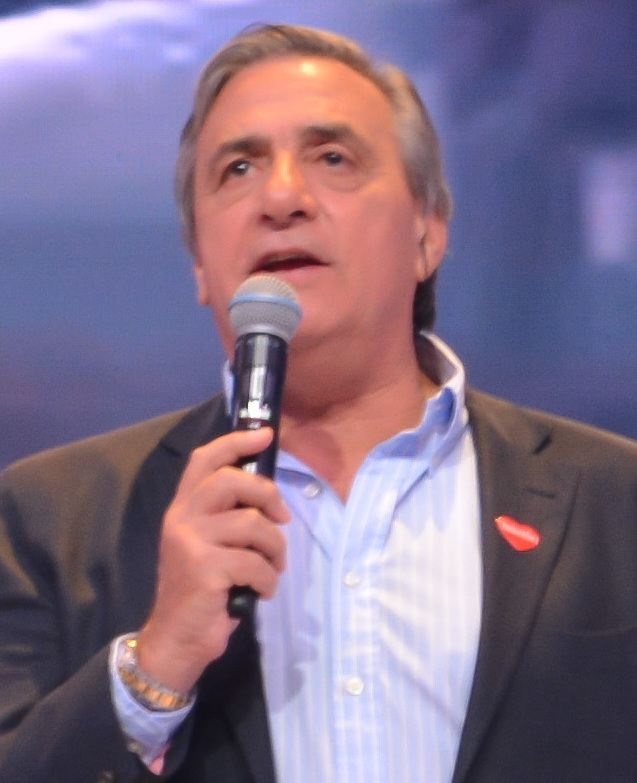
Kike Morandé, presentador y director de la productora Kike 21 a cargo del programa

Morandé con compañía —comúnmente abreviado como MCC— fue un programa de televisión chileno humorístico, emitido por Mega y producido por Kike 21. Su presentador fue Kike Morandé, acompañado en sus primeros años por modelos, hasta tener una coanimadora, a cargo de Vanesa Borghi entre 2013 y 2019. Se estrenó durante la medianoche del lunes 5 de marzo de 2001 y pese a ser inicialmente un programa de emisión semanal, ha variado en diversos horarios; en horario estelar en 2007 y desde 2012, los días viernes desde 2001 y 2007, y los lunes en los periodos 2003-2006 y 2011-2012. Desde 2012, el programa se reestructuró emitiéndose desde entonces solo los días viernes y sábados, y luego en 2019, luego de una segunda reestructuración, se eliminó del día sábado, quedando solo una emisión el día viernes. 
Se caracterizó desde sus inicios hasta 2012, por ser un espacio de conversación y humor, este último se transformó con los años en el eje principal del programa mostrando rutinas de humor adulto, basadas en el género de revista, con modelos y chistes de doble sentido; por ello fue llamado por la prensa como "El estelar del pueblo". Desde 2012 hasta su fin tomó la línea de un humor más familiar, acercándolo a un público diferente. En ocasiones especiales, el programa se tituló "Humorandé" y "Morandé sin compañía", cuando Morandé se ha ausentado por vacaciones u otros motivos; subrogando a Morandé, han conducido el programa Sebastián "Lindorfo" Jiménez, Luis Jara, Giancarlo Petaccia, Karol Lucero y José Miguel Viñuela.
Durante sus últimos meses, principalmente por las limitaciones en 2020 por la pandemia de coronavirus, el programa solo se transmitió grabado, incluyendo algunos segmentos de los actores hechos por ellos mismos desde sus casas, junto con fragmentos de capítulos viejos. En octubre de 2020 se finalizó anticipadamente la temporada y todo el elenco fue despedido, los segmentos nuevos con actores fueron eliminándose paulatinamente, pasando solo a emitir segmentos repetidos, porque el programa siguió, aunque solo con constantes repeticiones, sin ningún receso en el verano. En enero de 2021 anunció el fin del programa coincidiendo con el retiro de la televisión de Morandé.
El programa finalizó definitivamente el 3 de abril de 2021, luego de más 20 años de emisión. Tras su término, algunos personajes y elementos de Morandé con compañia convergieron en dos nuevos programas llamados Mi barrio, tu mejor compañía, que fue emitido en 2021 también en Mega, y Detrás del muro, en emisión desde 2025 en Chilevisión.

## Historia

### Orígenes y su apogeo (2001-2011)
El presentador de televisión Kike Morandé ya era un rostro consolidado en Canal 13. Con el fin del programa Viva el lunes debido a la enfermedad de su director Gonzalo Bertrán y la crisis de contenidos de El triciclo, programa en el que participaba, Morandé propuso la realización de un programa diario de conversación liviano más orientado hacia los adultos en el trasnoche (que en esa época era después de las 23 horas), sin embargo al entonces director ejecutivo del canal, Jaime Bellolio Rodríguez, no le gustó la idea. Fue entonces cuando quiso retornar a La Red para volver a realizar el programa Cóctel, pero finalmente el animador llevó su proyecto a Megavisión, que lo aprobó inmediatamente a finales de 2000. Así, Morandé dejó Canal 13 para comenzar su propio programa, en el que también creó su propia productora para su realización Kike 21. El título del programa es un juego de palabras entre el apellido del conductor y la intersección de dos calles de Santiago (la calle Morandé y la calle Compañía de Jesús), asignado por su amigo, el humorista y presentador de televisión Álvaro Salas. Pero antes de ese nombre se propuso muchos otros como La Zona Franca de Kike (en referencia a la Zona Franca de Iquique), A Kike Damos, No virar a Izquierda e incluso con una onomatopeya.
El programa se emitió por primera vez el lunes 5 de marzo de 2001 a las 23:30 hora local.  Originalmente el programa se enfocó en la conversación y entretención, con alguna dosis de humor, además de baile de modelos, todo enfocado en el público adulto. El programa logró una gran audiencia en sus inicios, logrando hacer lucrativo un horario hasta ese entonces poco explotado por los canales de televisión chilenos, el horario de "trasnoche". El gran suceso del programa ocurre a mediados de 2001, cuando la bailarina María José Campos, conocida como la Porotito Verde hacía bailar a todos con el hit "La Mayonesa" del grupo uruguayo Chocolate 2000, llegando a marcar peak de sintonía de 30 puntos a la medianoche. Además de Campos, se integraron dos modelos más: Jeannette Moenne-Loccoz, apodada la Sita Jeannette y la bailarina Francesca Cigna, conocida como Blanquita Nieves.
Con el tiempo, el espacio de "conversación" se redujo hasta desaparecer, tomando como eje central el humor orientado al adulto y con un fuerte enfoque en temas tabú y en el humor negro, generando un quiebre absoluto con el humor televisivo de la época e incluso siendo contestatario con una sociedad chilena aún muy conservadora, incluso dentro del mismo elenco,llevándolo a recibir denuncias del Consejo Nacional de Televisión prácticamente desde el inicio. Con esta dinámica, el programa, ya autodenominado «estelar del pueblo» le permitió marcar audiencia de hasta 51 puntos de índice de audiencia.
Con los años, se incorporaron nuevos figuras al espacio, destacándose como modelos o "chica Morandé" Marlen Olivarí, Carla Ballero, Mey Santamaría, Lola Melnick, Claudia Schmidt o Mariana Marino y humoristas y actores como Daniel Vilches, Paty Cofré y Cia., Mauricio Flores, Ernesto Belloni, Claudio Reyes, Kurt Carrera y Pablo Zamora, Cristian Henríquez, Los Cuatro Octavos, Humberto "Beto" Espinoza, entre otros.
El lunes 20 de marzo de 2006, Kike Morandé comenzó otro programa llamado Vuelve el lunes que era una imitación/homenaje al viejo programa de Morandé Viva el lunes, realizado desde la Enoteca del Cerro San Cristóbal, pero debido a sus bajas audiencias, terminó abruptamente unas semanas después.
Dado que el programa se emitía de lunes a viernes, en 2007 se instauró con Sebastián Jiménez el rol de un segundo conductor, que se alternaba con Morandé. Durante 2009 y 2010, el cantante y presentador de televisión Luis Jara cumplió esa función y en 2011, Giancarlo Petaccia.

### Primera reestructuración yDetrás del muro(2012-2018)
A finales de 2011 y producto tanto de una baja en sintonía como una baja en la carga de trabajo, Morandé anuncio para 2012 el fin a la emisión de lunes a viernes y comenzar a emitir dos veces por semana en horario estelar.  El programa regresa en marzo de 2012 con su nuevo formato: los lunes se hizo un formato de conversación con Jeannette Moenne-Loccoz como coanimadora por ese año y distintos invitados, y los viernes sólo humor. Los resultados fueron dispares ya que si bien el día destinado al humor continuó siendo exitoso, la edición de los lunes tuvo una baja audiencia. Fue entonces cuando se decidió quitar la emisión del lunes y comenzar a emitir los sábados. Desde entonces, y hasta 2018 el programa dedicó ambas emisiones solo a contenidos de humor. A mediados de ese año, se destacó la aparición en los viernes del sketch Detrás del muro, compuesto por una selección de actores y comediantes del programa que mostraban situaciones humorísticas salidas, de modo literal, detrás de un muro y los sábados el controvertido sketch Las iluminadas, parodia a dos fanáticas religiosas de la corriente evangélica, el cual se transformó en un fenómeno pero también causó polémica, causando rechazo en los creyentes de esa fe y denuncias al CNTV.
Para 2013, el programa pasó a grabarse en los estudios de Mega y se consolidó el esquema del programa: los viernes siguió Detrás del muro por contener un humor más "familiar", el cual con el paso de las semanas, paso a ocupar todo el espacio del viernes, además de integrar nuevos actores para ser parte del elenco y los sábados se emitía un capítulo grabado el día jueves, con contenido más adulto, originario a este proyecto y lenguaje soez, el cual era censurado. Por otra parte, Morandé comenzó a ser acompañado en la conducción por la modelo y presentadora de televisión argentino-chilena Vanesa Borghi. 

### Segunda reestructuración y fin del programa (2019-2021)
Para esta segunda reestructuración a partir de marzo de 2019 se eliminó la emisión de los días sábados, quedando solo la del viernes. Esto involucró la eliminación de varios segmentos y la salida de varios integrantes, entre ellos, el actor y comediante Ernesto Belloni, quien estaba desde el inicio del programa.
Para 2020 y debido a la pandemia de coronavirus (COVID-19) desde marzo, el programa realizó algunos segmentos telemáticos en conjunto con repeticiones de otros segmentos; en octubre, la producción del programa despide a todo el elenco de actores del segmento Detrás del muro y se adelantaría el final de temporada de este año.
Meses después, se anunció el fin del programa para marzo del 2021, coincidiendo con el retiro definitivo de la televisión de su conductor, Kike Morandé, y algunos elementos del programa convergerían en otro nuevo programa que llevaría por nombre Mi barrio y con la conducción del actor Fernando Godoy, quien ya había participado como invitado en este programa. Durante marzo del 2021, se trasmitió excepcionalmente los días viernes y sábados recopilaciones de las grabaciones previas de Detrás del muro.
El 3 de abril de 2021, MCC finalizó definitivamente, después de más de 20 años al aire, junto con una despedida de su conductor a la audiencia.
En los años siguientes, se produjo una reivindicación del programa a través de redes sociales, con diversas cuentas subiendo y haciendo virales clips de sketchs del programa. En 2024, tras un buen recibimiento en la Teletón, donde volvieron a participar como Detrás del Muro, se anunció el regreso formal de Morandé a la televisión, esta vez en Chilevisión, donde el sketch se transformó en programa con nombre propio; "Detrás del Muro" se estrenó el 16 de enero del 2025.

## Elenco

### Presentadores
| Presentadores                | Año             |
| ---------------------------- | --------------- |
| Kike Morandé                 | 2001-2021       |
| Vanesa Borghi                | 2013-2021       |
| Reemplazos                   |                 |
| Sebastián "Lindorfo" Jiménez | 2002-2008       |
| Luis Jara                    | 2009-2011       |
| Giancarlo Petaccia           | 2011            |
| José Miguel Viñuela          | 2015, 2017-2018 |
| Karol Lucero                 | 2015-2018       |

### Actores
| Actor / Actriz                   | Personajes | Año                                            |
| -------------------------------- | --- | ---------------------------------------------- |
| Ernesto Belloni                  | Che Copete (Don Che) / Doctora Pollo / Parrita / Tía Chepa                                                         | 2001-2019                                      |
| Daniel Ponce                     | El Poeta / Varios personajes                                                                                       | 2006-2018                                      |
| Paty Cofré                       | Super Xuxá / 15 segundos / Abuela de Miguelito / Tanciana / Guagüi / Varios personajes                             | 2001-2021                                      |
| Guillermo González (Willy Sabor) | Él mismo | 2001-2021                                      |
| Cristián Henríquez               | Ruperto / Rupertina / Maikel Pérez Jackson / Joshe / Paulo Escobar, el patrón del pan / La Botín / Armando Quiroga | 2006-2021                                      |
| Paola Troncoso                   | Paola "Paolita" Rojas / La Polillita González / María Pinto / Malena / Varios personajes                           | 2005-2021                                      |
| Hans "Miguelito" Malpartida      | Miguel "Miguelito" Rojas / Patín / El Malito / Varios personajes                                                   | 2007-2021                                      |
| María José Quiroz                | Shirley / Eva / Tía Magnolia / Ivana Lamer / Dolores Alegría / Luz Clarita / Varios personajes                     | 2007, 2010-2021                                |
| Humberto "Beto" Espinoza         | Betito / Bebeto Chupeta / Fito Fernández / El Fakir / El dinosaurio Antonio / Varios personajes                    | 2004-2018                                      |
| Gustavo Becerra                  | Guatón de la fruta / Cubano / Profesor Caballero / Padre Venancio                                                  | 2007-2021                                      |
| Belén Mora                       | Chuchi / Lady Devonette / Oriana / Greta / Lanita / Carmencita / Varios personajes                                 | 2012-2021                                      |
| Francisco "Toto" Acuña           | El zorrón / Huaso Toto / Pastorrico / Totito / Vampiro Feña / Chico Julio / Don Tuto                               | 2009-2021                                      |
| Sandra Donoso                    | Tía del jardín / Productora de Ruperto / Sandrita / Varios personajes                                              | 2011-2018                                      |
| Patricio Fuentes                 | Alipio Vera / Patito / Presentador de Entrevista con el Vampiro / Volao / Varios personajes                        | 2008-2021                                      |
| Kurt Carrera                     | Tutu Tutu / Hermano sin dolor / Varios personajes                                                                  | 2001-2021                                      |
| Rodrigo Villegas                 | Mathiu Focker / El "Máquina" / Nicolái Sergei / Don Francisco / Sharki Khan / Varios personajes                    | 2009-2017                                      |
| Ingrid "Peka" Parra              | María Elsa Quiroga / Varios personajes                                                                             | 2017-2020                                      |
| Julio Jung Duvauchelle           | Profesor de Miguelito / Julio, el arrendatario y novio de Paolita / Varios personajes                              | 2017-2018                                      |
| Laura Prieto                     | Varios personajes                                                                                                  | 2015-2017                                      |
| Ignacio Kliche                   | Varios personajes                                                                                                  | 2013-2014                                      |
| Scarleth Ahumada                 | Soila Cerda / Michelle Bachelet / La Loca Juana / Varios personajes                                                | 2013-2021                                      |
| Óscar Sepúlveda                  | Sebastián Dávalos / El Guatón Jañaña / El hada Dubi Dubi / Varios personajes                                       | 2014-2021                                      |
| Paula Gutiérrez                  | Soila Ilabaca | 2011-2015                                      |
| Josefina Nast                    | María Jesús "Jechu" Echeverría Allendes                                                                            | 2018-2019                                      |
| Andrés Sáez                      | José Joaquín "Joaco" Montes Larraín / Guatón Maiden / Varios personajes                                            | 2018-2021                                      |
| Valentina Saini                  | Cuica | 2019-2021                                      |
| Carlos Santander                 | Varios personajes                                                                                                  | 2019-2021                                      |
| Juan Castillo "Pirinoli"         | Pirinoli / Varios personajes                                                                                       | 2008-2018 (fallecido el 2 de febrero de 2020)  |
| Gonzalo José Cáceres Sepulveda   | Varios personajes                                                                                                  | 2013-2018                                      |
| Mauricio Flores                  | Tony Esbelt / Melame / María Avelina                                                                               | 2003-2012                                      |
| Pablo Zamora                     | Profesor Salomón / Paul McDowell / Popin                                                                           | 2001-2012                                      |
| Claudio Moreno                   | Guru-Guru / Yuri Colinski                                                                                          | 2004 / 2007 / 2013-2014                        |
| Claudio Reyes                    | Charly Badulaque / Huaso Clemente / Clementina                                                                     | 2004-2008 (fallecido el 13 de julio de 2024)   |
| David Díaz                       | Chico David / Profesor Jirafales / Varios personajes                                                               | 2003-2016 (fallecido el 15 de enero de 2019)   |
| Mirna Díaz                       | Chica Mirna / Camila Pellejo / Diana Bolocco / Varios personajes                                                   | 2003-2014 (fallecida el 12 de abril de 2014)   |
| Lucky Buzio                      | Pichulotote / Guardia de Gato Encerrado                                                                            | 2005-2009-2015                                 |
| Arturo Ruiz Tagle                | Don Arturo | 2004-2008                                      |
| Lucas Fernández                  | Varios personajes                                                                                                  | 2004-2009                                      |
| Quintín Martin                   | Notero |                                                |
| Alfredo Portuondo                | Varios personajes                                                                                                  | 2010-2014                                      |
| Daniel Vilches                   | Don Pacífico | 2001-2005 / 2007 / 2009-2012                   |
| Eduardo Thompson                 | Lalito | 2001-2005 (fallecido el 11 de julio de 2007)   |
| Jorge Franco                     | El Náufrago | 2001-2004 (fallecido el 26 de febrero de 2007) |
| Chicho Azúa                      | Chichito | 2001-2005 (fallecido el 16 de enero de 2009)   |
| Helvecia Viera                   | | 2001-2005 (fallecida el 24 de marzo de 2009)   |
| Guillermo Bruce                  | | 2003-2004 (fallecido el 26 de junio de 2011)   |

Secundario
| Actor / Actriz         | Personajes                                                                    | Año       |
| ---------------------- | ----------------------------------------------------------------------------- | --------- |
| Jiacheng Luo "Xin Xin" | El chino del paradero / Punky asiático / Varios personajes                    | 2014-2021 |
| Lester Ransom          | Presentador de MCC News / Varios personajes                                   | 2016-2021 |
| Jean Wild              | Chetumé / Varios personajes                                                   | 2019      |
| John Serrano           | El Quemado / El negro del Whatsapp / El Alemán / Varios personajes            | 2015-2021 |
| Patricio Pinto         | Enano de Blancanieves / compañero de colegio de Miguelito / Varios personajes | 2015-2021 |
| Ángel Pinto            | El Sultán / Comisario Fuenzalida / Varios personajes                          | 2015-2021 |
| David López            | Doble de Maluma / Luis / Beatriz Sánchez / Varios personajes                  | 2016-2021 |

Invitados
| Actor / Actriz                | Personajes                             | Años                    |
| ----------------------------- | -------------------------------------- | ----------------------- |
| Renata Bravo                  | Esposa de Ernesto                      | 2008-2016, 2018         |
| Mariú Martínez                | Angélica / La Piru / Aylén             | 2012-2013, 2016         |
| Natalia Cuevas                | Varias imitaciones                     | 2012-2016               |
| Thiago Cunha                  |                                        | 2009-2015               |
| Marlen Olivari                |                                        | 2008-2015               |
| Bruno Zaretti                 |                                        | 2005-2016               |
| Patricio Torres               |                                        | 2016-2017               |
| Otilio Castro                 | Varios personajes                      | 2006-2008 / 2014-2015   |
| Gabriela "Gaby" Hernández     |                                        | 2015-2018 / 2020        |
| Christián Zúñiga              | Novio de Paolita                       | 2019                    |
| Iván Arenas                   | Profesor Rossa / Profesor de Miguelito | 2005 / 2008-2009 / 2017 |
| Hernán LaCalle                | Director de escuela de Miguelito       | 2017                    |
| Betsy Camino                  | Amiga de Carlita / Dolores del Alma    | 2017                    |
| Carla Jara                    | Carlita                                | 2016 / 2018-2019        |
| Steffi Méndez                 | Amiga de Carlita / Florencia           | 2017                    |
| María Fernanda "Mafe" Bertero | Camila Garrido                         | 2019-2021               |

### Modelos
Kiké Morandé solía estar acompañado de modelos, que variaban todos los años. Entre estas se cuentan María José Campos, Carla Ballero, Jeannette Moenne-Loccoz, Marlen Olivari, Francesca Cigna, Mey Santamaría, Lola Melnick, entre otras. A partir de 2013, quedaría Vanesa Borghi como coanimadora estable y abandonando el título de modelo.
Entre las llamadas "Chicas Morandé", en donde destacan tanto chilenas como extranjeras, como por ejemplo:
| Modelo                                       | Año                         |
| -------------------------------------------- | --------------------------- |
| Jeannette Moenne-Loccoz (Sita Jeannette)     | 2001-2004 y 2012            |
| María José Campos (La Porotito Verde)        | 2001-2002; 2004-2005 y 2014 |
| Francesca Cigna (Blanquita Nieves)           | 2001-2011                   |
| Carla Ballero                                | 2002-2003                   |
| Marlen Olivari                               | 2002-2006 y 2009-2013       |
| Mey Santamaría                               | 2003-2004                   |
| Lola Melnick                                 | 2004-2005                   |
| Nataly Chilet                                | 2007-2010                   |
| Beatriz Alegret (La Tía Teta)                | 2001-2005                   |
| Lissette Sierra                              | 2007-2008                   |
| Carla Ochoa                                  | 2002-2005 y 2007-2008       |
| Gisela Molinero                              | 2004-2012                   |
| Marcia Sáenz                                 | 2006-2009                   |
| Claudia Schmidt                              | 2004-2012                   |
| Adriana Barrientos                           | 2006-2012                   |
| Pamela Díaz                                  | 2006-2009                   |
| María Eugenia Larraín (Kenita Larraín)       | 2006-2009                   |
| Claudia Díaz y Kathy Díaz (Las Gemelas Díaz) | 2007-2012                   |
| Nicole Moreno (Luli)                         | 2007-2012 y 2013-2015       |
| Roxana Muñoz                                 | 2007-2013                   |
| Jhendelyn Nuñez                              | 2008-2009                   |
| Hil Hernández                                | 2008-2009                   |
| Nidyan Fabregat                              | 2007-2010                   |
| Pilar Ruiz                                   | 2008-2010                   |
| Francini Amaral                              | 2007-2009                   |
| Pamela Sosa                                  | 2008-2009                   |
| Sabrina Sosa                                 | 2010-2019                   |
| Susan Furtado                                | 2011-2016                   |
| Mariana Marino                               | 2010-2012 y 2016            |
| Marcela Brane                                | 2012-2013                   |
| Dominique Lattimore                          | 2010-2016                   |
| Francisca Undurraga                          | 2015-2016                   |
| Francisca Ayala                              | Invitada                    |
| Yamna Lobos                                  | Invitada                    |
| Silvina Luna                                 | Invitada                    |
| Carolina Oliva                               | Invitada                    |
| Evangelina Anderson                          | Invitada                    |
| Luciana Salazar                              | Invitada                    |
| Andrea Urunaga                               | Invitada                    |
| Angie Alvarado                               | Invitada                    |
| Alba Quezada                                 | Invitada                    |
| María José López                             | Invitada                    |
| Aracelis Bocchio                             | Invitada                    |
| María Isabel Indo                            | Invitada                    |
| Sandra Bustamante                            | Invitada                    |
| Yanina Halabi                                | Invitada                    |
| Alejandra Díaz                               | Invitada                    |
| Cristina Aranguíz                            | Invitada                    |
| Paula Bolatti                                | Invitada                    |
| Catherine Mazoyer                            | Invitada                    |
| Romina Malaspina                             | Invitada                    |

### Equipo
Música
- Tito Troncoso

Dirección
Juan Pablo Wood
- Martín Grass

Productores
Daniel Garin
Rodrigo Escaff
Andrés Guardia
- Alfonso López
- Merlina Ina Sáez
- Esteban Arancibia
- Salvador Borbolla

Coreógrafo
- Mauro Mora

Libretistas
- Iván Salas Moya
- Marcelo Flores (Malex)

## Programas derivados
- Vuelve el Lunes: programa de conversación (talk show) que se emitió a partir del lunes 20 de marzo de 2006, pero que debido a sus bajas audiencias terminó abruptamente unas semanas después. Era una imitación/homenaje al viejo programa de Morandé, Viva el lunes.
- El 10, el reality del humor: programa de concursos sucesor de Vuelve el lunes realizado durante el primer semestre de 2006, que ponía a competir a 10 humoristas por un premio de 10 millones de pesos, cuyo ganador fue Marcos "Charola" Pizarro. Otros concursantes eran Ja Ja Calderón, Pancho del Sur, Ricardo Meruane, Oscar Gangas, Pepe Tapia, Hermógenes con H, Tato Cifuentes, Zip Zup y El Mulero Solitario. No pudo levantar la sintonía, y finalmente su emisión estelar de los lunes fue cambiada al de trasnoche.
- Morandé de selección: programa en donde se mostraban los mejores momentos de las temporadas anteriores del programa. Se emitía en los veranos después de que terminaba cada temporada.

## Banda sonora
| Intérprete                      | Tema                           | Actor(es)                                     | Personajes                                                        |
| ------------------------------- | ------------------------------ | --------------------------------------------- | ----------------------------------------------------------------- |
| Guaco                           | «Baja»                         | Kike Morandé y el elenco                      | Tema Principal                                                    |
| PSY                             | «Gangnam Style»                | Cristián Henríquez                            | Sketch: Ruperto                                                   |
| Ricky Martin                    | «Vente Pa' Ca»                 | Cristián Henríquez                            | Sketch: Ruperto                                                   |
| Álex Ubago                      | «Ella vive en mí»              | Belén Mora y Toto Acuña                       | Toto y Belén                                                      |
| Chayanne                        | «Tu respiración»               | Belén Mora y Toto Acuña                       | Toto y Belén                                                      |
| Camila Silva                    | «Al fin te encontré»           | Belén Mora y Toto Acuña                       | Toto y Belén                                                      |
| Mark Ronson ft. Bruno Mars      | «Uptown Funk»                  | Belén Mora y Toto Acuña                       | Toto y Belén                                                      |
| Joey Montana                    | «Picky»                        | Belén Mora y Toto Acuña                       | Toto y Belén                                                      |
| Ricky Martin                    | «Disparo al corazón»           | Belén Mora y Toto Acuña                       | Toto y Belén                                                      |
| Whitney Houston                 | «I Will Always Love You»       | Belén Mora y Toto Acuña                       | Chuchi y Totito (jardín infantil)                                 |
| Grupo Mazapán                   | «Popurri»                      | Belén Mora y Toto Acuña                       | Chuchi y Totito (jardín infantil)                                 |
| Miranda!                        | «Don»                          | Gonzalo Cáceres                               | Gonzalo                                                           |
| Madonna                         | «Like a Virgin»                | Gonzalo Cáceres                               | Gonzalo                                                           |
| Américo                         | «Te vas»                       | Belén Mora y Cristián Henríquez               | Belén y Ruperto                                                   |
| The Beach Boys                  | «Surfin' U.S.A»                | Miguelito                                     | Miguelito                                                         |
| León Gieco                      | «Solo le pido a Dios»          | Gonzalo Cáceres y Gustavo Becerra             | Gustavo y Gonzalo                                                 |
| Los Picantes                    | «La Pirilacha»                 | Paola Troncoso                                | La "Polillita"                                                    |
| Fran Sfeir                      | «A donde va el amor»           | Paola Troncoso y Ernesto Belloni              | Sketch: Pobre Pollo                                               |
| Fran Sfeir                      | «A donde va el amor»           | Kike Morandé y Natalia Cuevas                 | Sketch: Pobre Pollo                                               |
| Fran Sfeir                      | «A donde va el amor»           | Ernesto Belloni y Natalia Cuevas              | Sketch: Pobre Pollo                                               |
| Fran Sfeir                      | «A donde va el amor»           | Laura Prieto y Patricio Fuentes               | Sketch: Pobre Pollo                                               |
| Fran Sfeir                      | «A donde va el amor»           | Kike Morandé y Paola Troncoso                 | Sketch: Pobre Pollo                                               |
| Fran Sfeir                      | «A donde va el amor»           | Sandra Donoso y Daniel "Poeta" Ponce          | Sketch: Pobre Pollo                                               |
| José José                       | «40 y 20»                      | Toto Acuña                                    | Sketch: Los Volados                                               |
| Carlos Baute ft. Piso 21        | «Ando buscando»                | Kurt Carrera                                  | Kurt                                                              |
| Ricky Martin                    | «Disparo al corazón» (karaoke) | Toto Acuña y Sandra Donoso                    | Toto y Sandra                                                     |
| Andrés de León                  | «Mi loco amor de verano»       | Toto Acuña y Sandra Donoso                    | Toto y Sandra                                                     |
| Jesse & Joy                     | «Llegaste tú»                  | Paty Cofré y Oscar Sepúlveda                  | TBA                                                               |
| Pablo Alborán                   | «Solamente tú»                 | Lucky Buzio y Ernesto Belloni                 | Gato Encerrado                                                    |
| Taylor Swift                    | «Shake It Off»                 | Ernesto Belloni                               | Gato Encerrado                                                    |
| Enrique Iglesias                | «Duele el corazón»             | Ernesto Belloni                               | Gato Encerrado                                                    |
| Azúcar Moreno                   | «Él»                           | Sandra Donoso y Belén Mora                    | Sandra y Belén                                                    |
| René Inostroza                  | «La Guaracha del Fai Fai»      | Cristián Henríquez, Miguelito y Sandra Donoso | Muro: Fiestas Patrias; Ruperto                                    |
| Luis Fonsi ft. Juan Luis Guerra | «Llegaste tú»                  | Kurt Carrera y Laura Prieto                   | Kurt y Laura                                                      |
| Chico Trujillo                  | «Gran pecador»                 | Cote Quiroz y Mariú Martínez                  | Sketch: Las Iluminadas                                            |
| Miley Cyrus                     | «Wrecking Ball»                | Cote Quiroz y Mariú Martínez                  | Sketch: Las Iluminadas                                            |
| Cote Quiroz y Mariú Martínez    | «Gozo en el alma»              | Cote Quiroz y Mariú Martínez                  | Sketch: Las Iluminadas                                            |
| Nicky Jam                       | «El perdón»                    | Miguelito y Paola Troncoso                    | Sketch Muro: Paola y Miguelito                                    |
| Maca Torres                     | «Fiera»                        | Paola Troncoso y Julio Jung Duvauchelle       | Paolita y Julio, el arrendatario (Sketch Muro: Paola y Miguelito) |
| Nene Malo                       | «Baila como gato»              | Miguelito y Paola Troncoso                    | Sketch Muro: Paola y Miguelito                                    |
| Camila                          | «Todo cambio»                  | Miguelito y Sandra Donoso                     | Sandrita y Miguelito (Sketch: La escuela de Miguelito)            |
| Miley Cyrus                     | «Wrecking Ball»                | Cote Quiroz y Beto Espinoza                   | Muro: Sketch Historia de un Oso                                   |
| Pharrell Williams               | «Happy»                        | Todo el elenco del Muro                       | Detrás del Muro                                                   |
| Joey Montana                    | «Picky»                        | Todo el elenco del Muro                       | Detrás del Muro                                                   |
| Ricky Martin                    | «La Mordidita»                 | Todo el elenco del Muro                       | Detrás del Muro                                                   |
| Gente de Zona                   | «La gozadera»                  | Todo el elenco del Muro                       | Detrás del Muro                                                   |
| DJ Reo                          | «A-E-I-O-U»                    | Todo el elenco del Muro                       | Detrás del Muro                                                   |
| Chayanne                        | «Madre Tierra»                 | Todo el elenco del Muro                       | Detrás del Muro                                                   |
| Chico Trujillo                  | «El conductor»                 | Todo el elenco del Muro                       | Detrás del Muro                                                   |

## Controversias
Morandé con compañía ha sido mencionado como "un programa sexista", que trata a la mujer como un mero objeto sexual.[cita requerida]
También las críticas van a su presentador, Kike Morandé. Se le acusa de ser racista, machista, clasista, misógino, de burlarse del ruralismo, de los indígenas, de personas con deficiencias intelectuales y físicas, de la izquierda y la derecha política, de la actualidad nacional e internacional, de la religión, de fomentar la xenofobia y la homofobia, la vulgaridad, y en general el abuso de poder en las relaciones humanas -de allí su apodo de "patrón de fundo"-, y de utilizar todos estos elementos con fines meramente comerciales apelando al voyerismo y morbo del televidente, justificado a través del sentido del humor.[cita requerida]
Sin embargo, el maestro Tito Troncoso, se defiende, argumentando que hay que ser luz en medio de las tinieblas, debido a su profesión de la fe evangélica.[cita requerida]
Estas críticas han declinado a medida que ha pasado el tiempo dado el enfoque familiar que ha tomado el programa desde marzo de 2012. Sin embargo algunas de estas acusaciones continúan en contra del programa. En febrero de 2020, Kike Morandé fue funado cuando oficiaba de animador en el Festival de Río Bueno, producto de dichas críticas, las cuales resurgieron tras la crisis social de 2019.

### Denuncias
En 2011, Morandé con compañía enfrentó cargos ante el Consejo Nacional de Televisión luego de una simulación de una tortura denominada submarino ya que era de "un trato cruel, inhumano y degradante de la persona humana". En 2012 se presentaron múltiples denuncias, especialmente de las iglesias cristianas evangélicas y protestantes, porque el polémico espectáculo "Las Iluminadas" se mofaba de la cultura y los símbolos de la iglesia pentecostal. En mayo de 2014, MCC fue denunciado tanto por el Servicio Nacional de la Discapacidad como por la Asociación de Sordos de Chile tras satirizar a un intérprete de señas.
En junio de 2015 el programa recibió más de 120 denuncias al CNTV, incluyendo una de la embajada de Colombia, por una rutina que relacionaba a las mujeres colombianas con el narcotráfico y la prostitución. En consecuencia, fue multado con 200 UTM (más de 9 millones de pesos chilenos) el 5 de septiembre de 2015, con cinco días para realizar descargos.

### Acusaciones de censura
Belén Mora en varias oportunidades, ha denunciado censura en la ejecución del programa, por parte de Mega y de la productora Kike 21, cosa que quedó en manifiesto cuando Mega censuró la imitación llamada "Los Kastos/Juventudes Sin Macula" en clara sátira a las contradicciones de José Antonio Kast y su movimiento político Acción Republicana (de hecho Kast término bloqueando en Twitter a los actores), la censura impuesta sobre "La sonora de rehabilitarse" o a la imposibilidad de pronunciar palabras como "condón" dentro del programa.

## Premios y nominaciones
| Año  | Premio           | Categoría                          | Trabajo              | Resultado |
| ---- | ---------------- | ---------------------------------- | -------------------- | --------- |
| 2005 | Copihue de Oro   | Mejor Animador                     | Kike Morandé         | Nominado  |
| 2005 | Copihue de Oro   | Mejor Programa Estelar             | Morandé con compañía | Ganador   |
| 2006 | Copihue de Oro   | Mejor Programa Estelar             | Morandé con compañía | Nominado  |
| 2011 | Copihue de Oro   | Mejor Comediante(s) o Humorista(s) | Morandé con compañía | Nominado  |
| 2011 | Premios TV Grama | Mejor Programa Estelar             | Morandé con compañía | Ganador   |
| 2012 | Copihue de Oro   | Mejor Comediante(s) o Humorista(s) | Las Iluminadas       | Ganadoras |
| 2013 | Premios TV Grama | Mejor Programa Estelar             | Morandé con compañía | Ganador   |
| 2014 | Copihue de Oro   | Mejor Programa - Humorista         | El Muro              | Ganador   |
| 2015 | Copihue de Oro   | Mejor Programa - Humorista         | El Muro              | Ganador   |
| 2016 | Copihue de Oro   | Mejor Programa - Humorista         | El Muro              | Ganador   |
| 2016 | Copihue de Oro   | Mejor Programa Estelar             | Morandé con compañía | Ganador   |